# Design de cartaz
Design de cartaz é uma atividade voltada para o projeto de cartazes ou pôsteres.

## Citações
"Cartazes são mensageiros. Cartazes é expressão de cultura. (...)Visíveis e inconfundíveis, como parte de um processo de comunicação(...) Bons cartazes falam uma linguagem internacional."
Manfred Triesch
"Os cartazes são algo grande. Não só seu tamanho proporciona ao designer amplitude para transmitir sua mensagem, mas também são grandes em outro sentido: são populares. Os cartazes anunciam acontecimentos locais, expressam ideias políticas, promovem programas educativos, dão endereços com uma visualidade contundente e criativa. E, se o designer fez bem o seu trabalho, se convertem em artigos colecionáveis. (...) Tanto se um cartaz promove um filme de orçamento multimilionário ou a oferta de carne no açougue da esquina, o design pode ter classe. O grafismo deve conquistar; o texto, na fração de segundo que retém a atenção do leitor, deve introduzir a mensagem em sua memória."
(Biblioteca de Diseño — Carteles, México, 1996)